# Luna 17
Luna 17 fu una sonda automatica lanciata dall'URSS il 10 novembre del 1970. Per la prima volta fu fatto atterrare sulla Luna un rover automatico.

## La missione

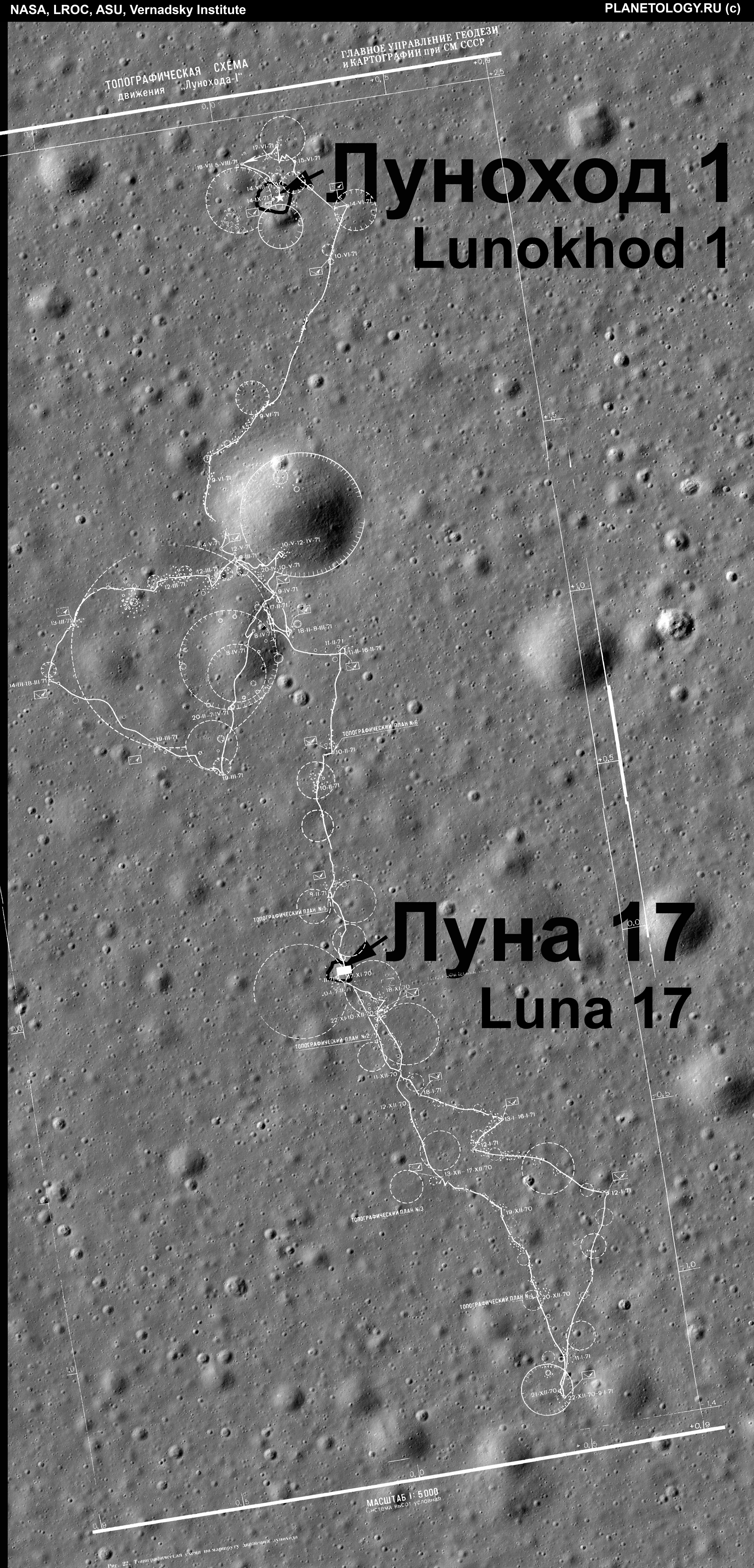
Foto del sito di atterraggio di Lunokhod 1 fotografati da LRO

Luna 17 fu lanciata il 10 novembre del 1970 alle 14:44:01 UTC e dopo due correzioni di rotta entrò in orbita lunare. Il 17 novembre alle 03:46:50 UT toccò terra alle coordinate 38°17' nord e 35° ovest, a circa 2500 km da Luna 16. Alle 06:28 UT Lunochod 1 scese dalla rampe e iniziò la sua missione esplorativa.

## Il Rover
Lunochod 1 pesava circa 756 kg, disponeva di otto ruote motrici indipendenti ed accoglieva dentro di sé diversi strumenti scientifici tra cui: quattro telecamere, un braccio estensibile per eseguire dei test sulla superficie lunare, uno spettrometro a raggi x, un telescopio a raggi x e un rilevatore di raggi cosmici.
Il rover era alimentato da celle solari poste nella parte bassa della macchina e da batterie chimiche.
Lunochod 1 aveva una velocità , di 2 km all'ora ed era guidato da un team di cinque uomini a terra i cui comandi impiegavano 5 secondi per giungere al rover.

Lunochod 1 era progettato per lavorare solo per tre giorni lunari, ma in realtà continuò a lavorare per ben undici giorni lunari che corrispondono a 322 giorni terrestri. In questo lasso di tempo percorse 10,54 km, scattò oltre 20.000 fotografie e 206 panoramiche ad alta risoluzione, eseguì venticinque test sulla superficie lunare e 500 perforazioni in altrettanti posti diversi.
Il centro di controllo completò l'ultima sessione di comunicazione con il rover il 14 settembre 1971, dal 4 ottobre, anniversario dello Sputnik 1, non fu più possibile contattare Lunochod 1.